# FC Dunărea Călărași
Dunărea Călărași ist ein rumänischer Fußballverein aus Călărași. Er spielt in der Liga II, der zweiten rumänischen Fußballliga.

## Geschichte
Dunărea Călărași wurde 1962 als Celuloza Călărași gegründet und trägt mit kurzen Unterbrechungen seit 1979 seinen heutigen Namen. Der Verein spielte meist in der zweiten oder dritten Liga.
Den größten Erfolg erzielte der Verein im Cupa României 1991/92, als er als Drittligist das Viertelfinale erreichte. Durch zwei Siege über die Erstligisten Gloria Bistrița und AS Armata Târgu Mureș mit 3:2 beziehungsweise 2:1 gelang der Einzug ins Viertelfinale, in dem man am späteren Finalisten Politehnica Timişoara scheiterte. Nachdem der Verein 2016 den Aufstieg in den Play-offs verpasst hatte, gelang dem Verein 2017/18 als Meister erstmals in der Vereinsgeschichte der Aufstieg in die Liga 1. Der Verein stieg jedoch nach nur einer Saison wieder ab, nachdem er am letzten Spieltag die entscheidende Partie gegen den direkten Konkurrenten FC Hermannstadt verlor, der sich in der Relegation den Klassenerhalt sichern konnte.

## Trainer
- Adrian Mihalcea (2016–2017)
- Dan Alexa (2017–)

## Erfolge
- Gewinner der Liga III: 1981, 1985, 1988, 1992, 2015
- Viertelfinale im Cupa României: 1992
- Meister der Liga II: 2018